# 猿若吉代
猿若 吉代（さるわか きちよ、1933年3月8日 - 2018年6月17日、女性）は日本舞踊家。猿若流分家。

## 経歴
- 昭和8年（1933年）3月8日　貿易商の父・石川謙と母・冨美子の長女として日本橋蛎殻町に生まれる。
- 昭和14年（1939年）6月6日　藤間伊勢に入門
- 昭和23年（1948年）藤間流名取。藤間吉代となる。

この「吉」の字は初世中村吉右衛門から一字取られたもの。もともと吉代の曽祖父が吉右衛門の父・歌六を贔屓にしており、謙と吉右衛門は古くから親交があったことからの縁による。
- 昭和32年（1957年）猿若流の流祖・猿若清方からの薦めで、猿若流分家に。

粋な踊り、特に芸者ものを得手としている。日本舞踊協会参与。
- 平成30年（2018年）6月17日、大動脈解離のため死去[1]。85歳没。

## 代表作
- 大和楽「かしく道成寺」（吉代初演、清方振付・作詞）
- 常磐津「飴売り」など。

## 賞歴
- 昭和56年（1981年）、昭和58年（1983年）芸術祭優秀賞
- 平成8年（1996年）度舞踊批評家協会賞
- 平成12年（2000年）度松尾芸術賞
- 平成12年（2000年）度東京新聞舞踊芸術賞
- 平成14年（2002年）度文化庁芸術選奨文部大臣賞
- 平成14年（2002年）度紫綬褒章
- 平成20年（2008年）度旭日小綬章

## エピソード
- 評論家の如月青子はその著書「邦楽・邦舞」（竹内道敬との共著、岩波書店）の中で吉代の特質を「江戸の、そして新派の女がぴったりの数少ない踊り手」と評している。
- 清元も名取であり、「清元延時寿」の名前を持つ。この「時」の字は、父親・石川謙が三代目中村時蔵と幼なじみ同然のつきあいがあったことから頂いたという。
- 吉代自身も萬屋との親交は深い。少女時代には中村錦之助と清元「かさね」などをはじめ、何度か舞踊で共演。長じては四代目中村時蔵と若手歌舞伎などで共演をしている。
- 吉代は一時、俳優として舞台活動をしていた時期もあった。昭和27年に明治座大歌舞伎「傾城道成寺」（三世時蔵の花子）で新造、昭和32年・33年の花形歌舞伎で「妹背山道行」のお三輪、四世時蔵の相手役などを勤めている。
- 萬屋錦之介は1995年に出版した自伝「わが人生悔いなくおごりなく」で幼少期からお世話になった吉代の父母への感謝の気持ちを表している。